# Michel Miyazawa
Michel Miyazawa (宮澤 ミッシェル Miyazawa Michel?,  nacido el 14 de julio de 1963 en Chiba) es un exfutbolista japonés que se desempeñaba como centrocampista.

## Trayectoria

### Clubes
| Club                | País  | Año         |
| ------------------- | ----- | ----------- |
| Fujita Industries   | Japón | 1986 - 1992 |
| JEF United Ichihara | Japón | 1992 - 1995 |